# (36012) 1999 NC39
1999 NC39 (asteroide 36012) é um asteroide da cintura principal. Possui uma excentricidade de 0.16801820 e uma inclinação de 10.01664º.
Este asteroide foi descoberto no dia 14 de julho de 1999 por LINEAR em Socorro.